# 特蕾西·莱昂内
特蕾西·莱昂内（英語：Tracey Leone，1967年5月5日—），旧姓贝茨（Bates），美国女子足球运动员，司职中场。她曾代表美国国家队参加1991年国际足联女子世界杯，结果队伍获得冠军。